# Gayle Mill
Gayle Mill – jednostka osadnicza w Stanach Zjednoczonych, w stanie Karolina Południowa, w hrabstwie Chester.